# Musée de l'histoire d'Osaka

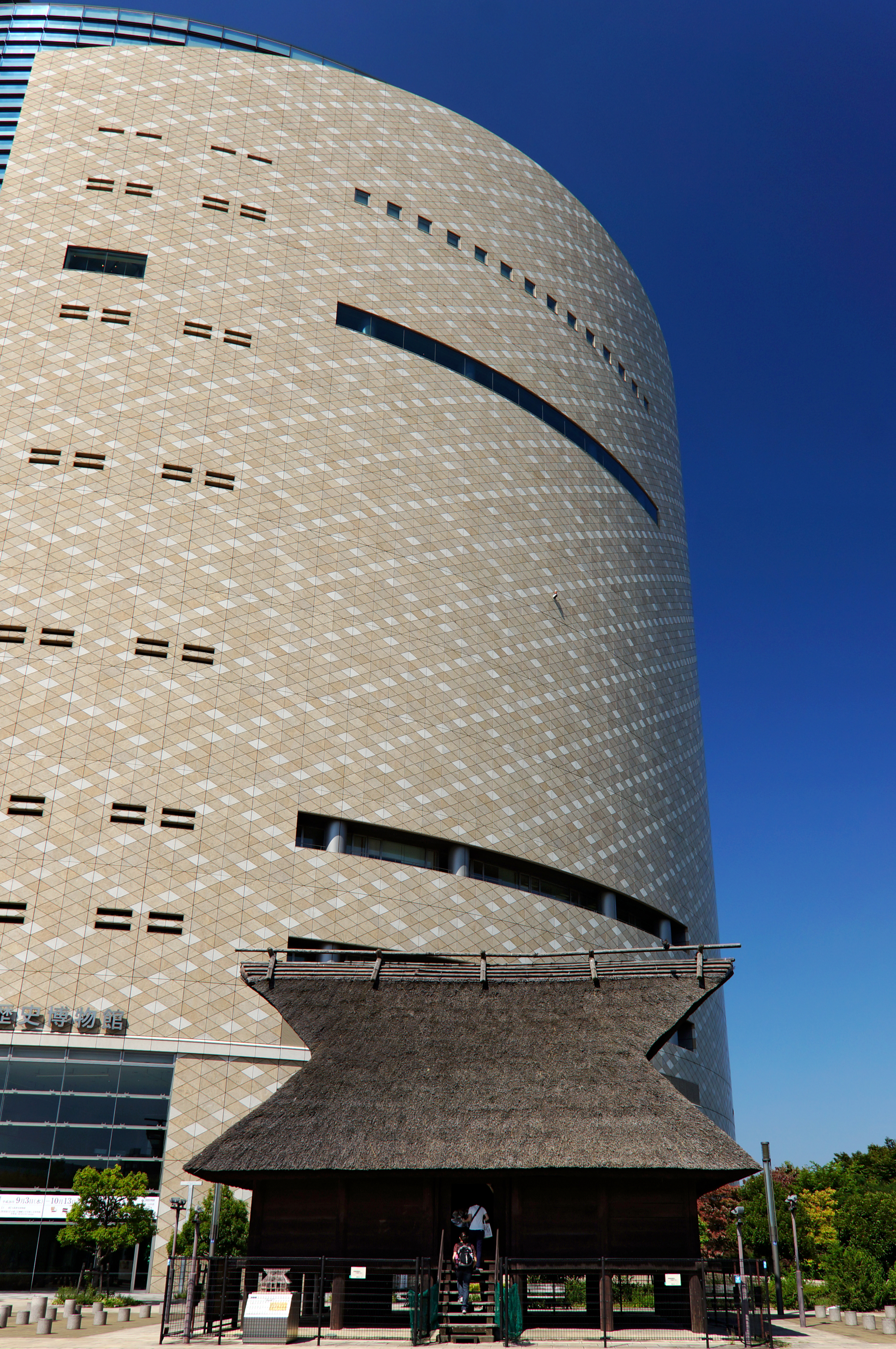
Musée de l'histoire d'Ōsaka

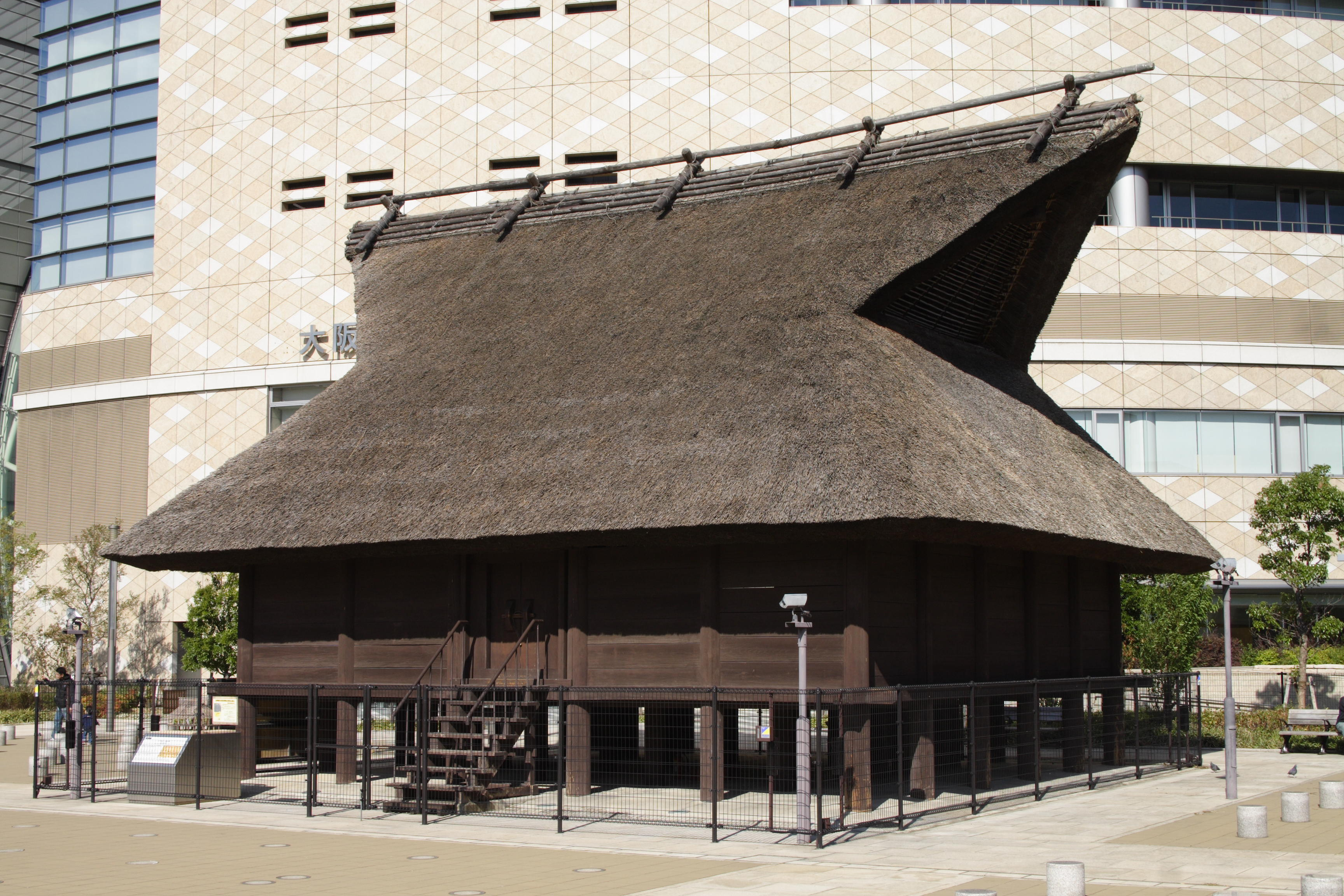
Entrepôt (Période Kofun)

Le Musée de l'histoire d'Osaka (japonais : 大阪歴史博物館, Ōsaka Rekishi Hakubutsukan) à Osaka présente l'histoire de la ville d'Osaka dans le contexte de l'histoire du Japon. Il est ouvert depuis 2001. Le musée se dresse en face de l’ancien palais impérial de Naniwa Nagara-Toyosaki, vestige majeur de l’histoire antique d’Osaka. Cette localisation renforce la valeur symbolique du lieu.

## Présentation
Le parcours à travers le musée, situé dans un gratte-ciel moderne, commence au 10e étage et finit au 7e. Le musée accueille également des expositions temporaires au 6e étage. Au 2e étage se trouvent une bibliothèque et des salles de réunion; au 1er, la boutique du musée et un restaurant. À travers des vitres , on peut avoir un aperçu des fouilles archéologiques avant la construction du bâtiment actuel. Dès l’extérieur, un grenier sur pilotis typique de la période Kofun est reconstitué, offrant un premier aperçu de l’architecture ancienne et plongeant le visiteur dans le contexte historique. On y a trouvé des restes d'entrepôts de la période Asuka.
La cage d'escalier offre un beau point de vue sur le Château d'Osaka, qui est proche du musée.

## Muséographie
- 10e étage: Reconstruction d'une partie de la salle du trône (大極殿, Daigokuden) du palais impérial, "Naniwa Miya" (難波宮) dans ses dimensions originales, avec des piliers peints en rouge de 70 cm de diamètre et des mannequins grandeur nature en costumes d'époque. On peut entendre de la musique Gagaku. Cette salle du trône s’inscrit dans une section consacrée à Naniwa, capitale impériale au VIIIe siècle, illustrant le rôle politique et commercial précoce de la ville dans l’histoire du Japon[1].
- 9e étage: Présentation des constructions de Toyotomi Hideyoshi et de l'Époque d'Edo, avec des maquettes à l’échelle 1:20 et exposition d'objets d’époque.
- 8e étage: explication des méthodes de l’archéologie à destination des enfants
- 7e étage: La vie d'un quartier d'Osaka de l'Ère Taishō jusqu’à la Seconde Guerre mondiale et l’époque Shōwa.

## Galerie

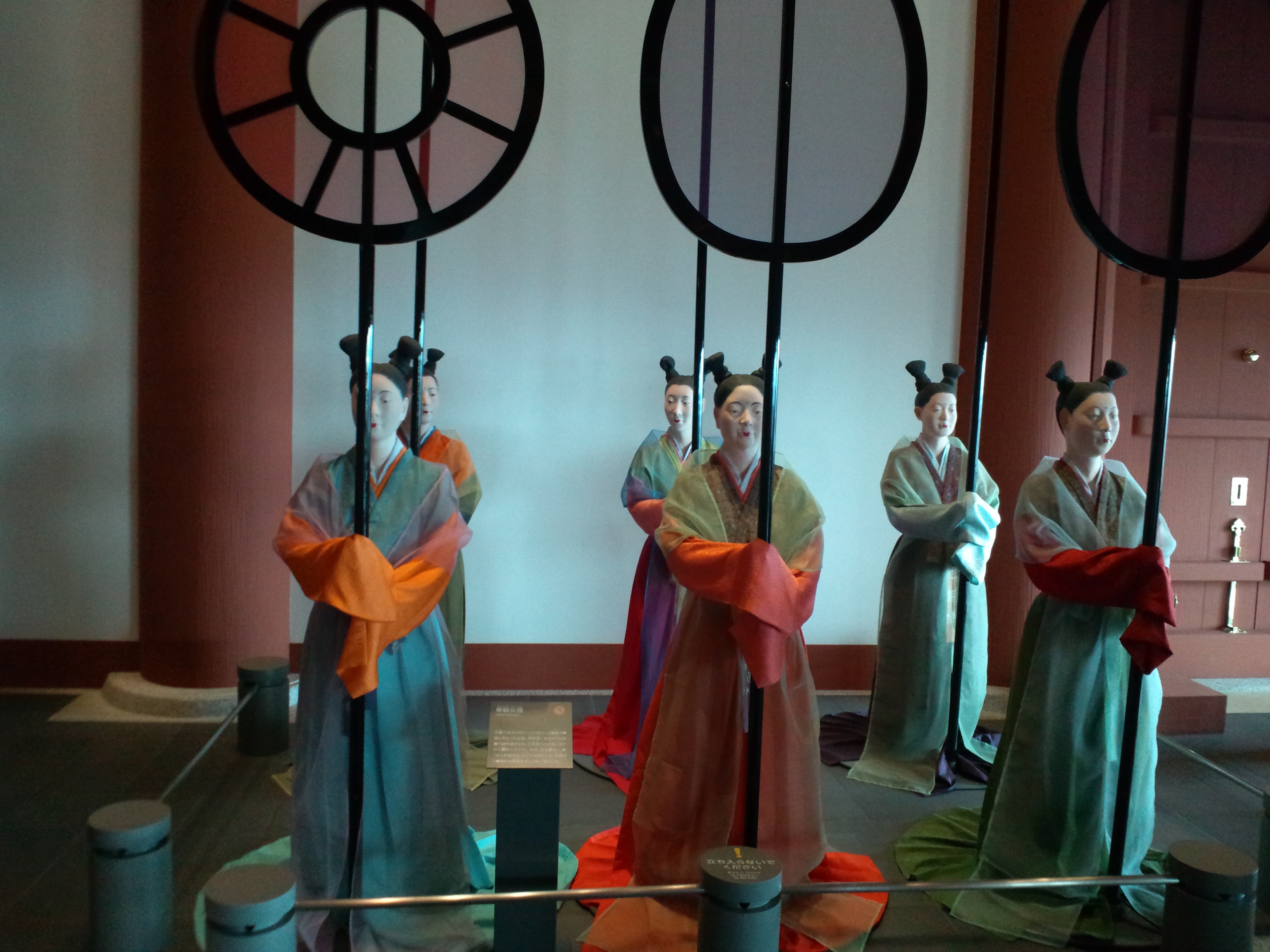
Femmes de la cour
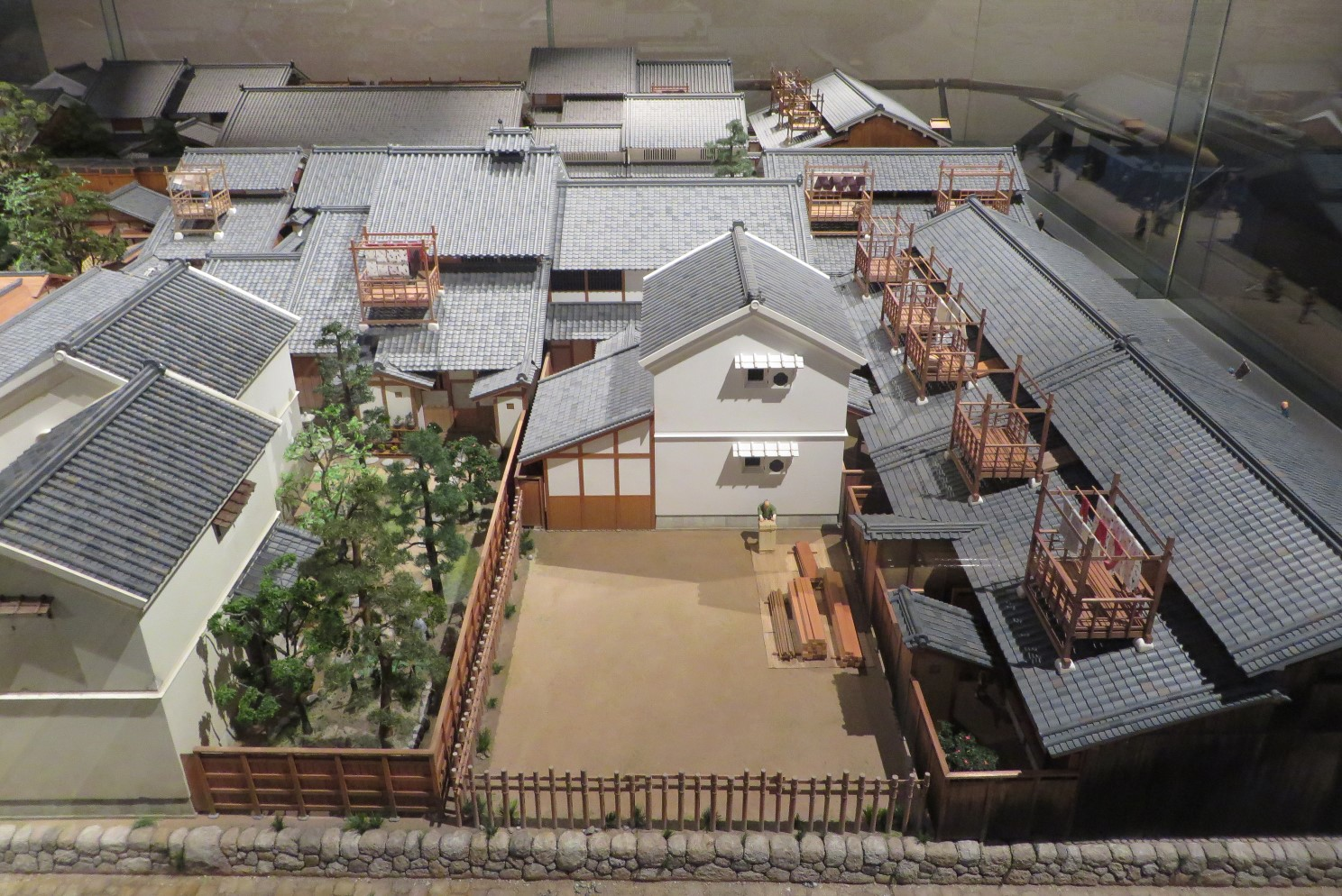
Quartier résidentiel (Époque Edo)
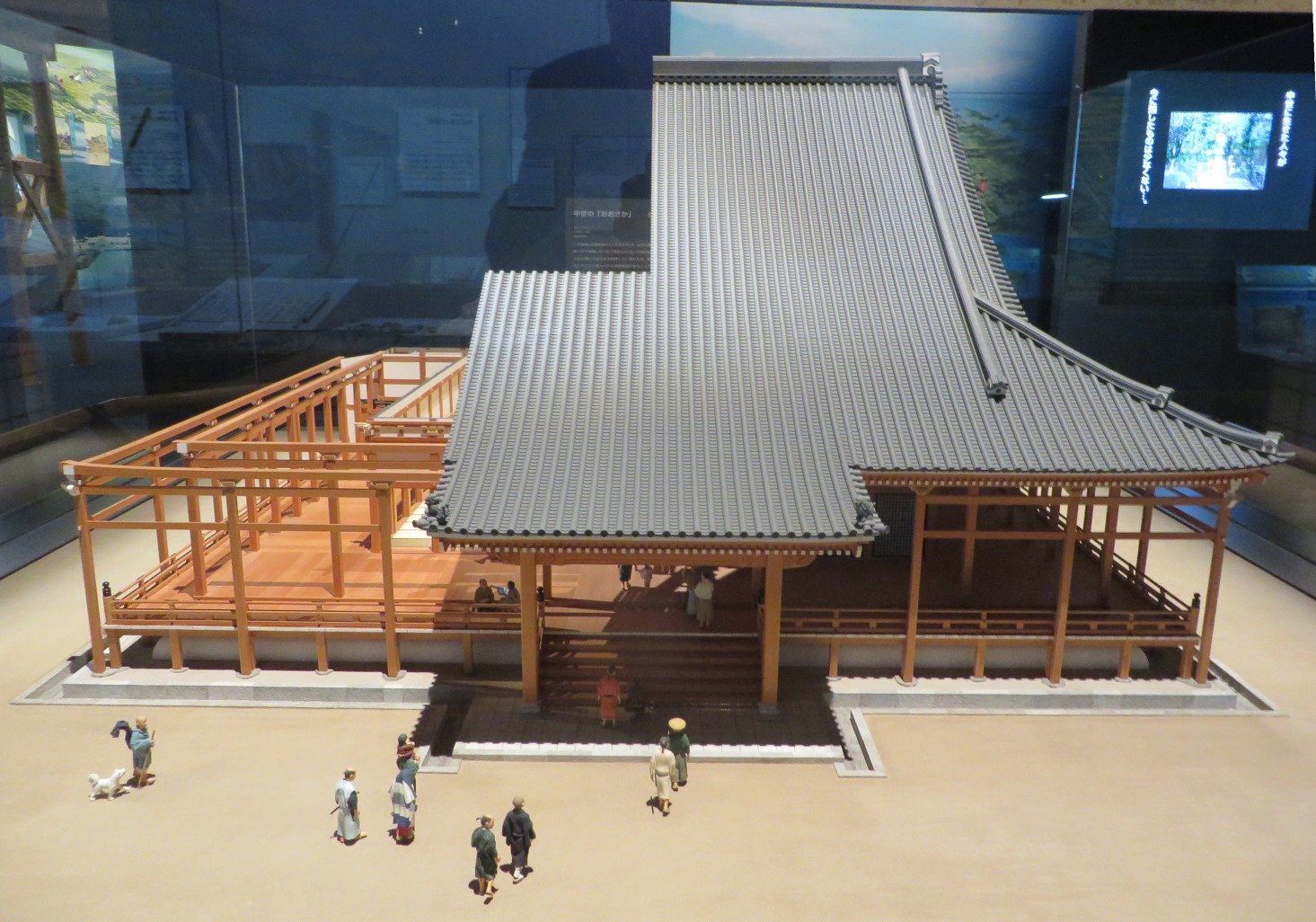
Maquette d'un temple
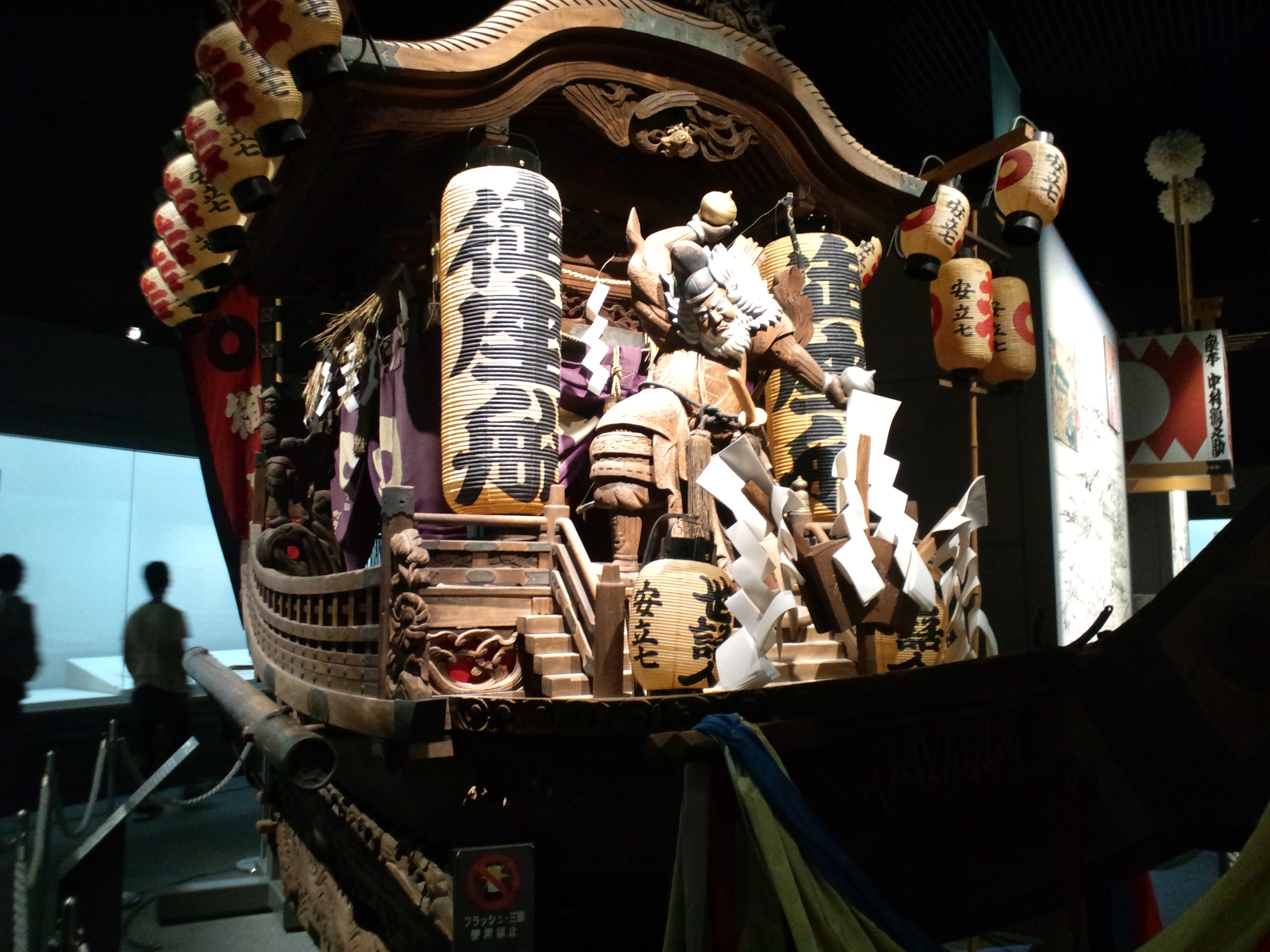
Gozabune (char de festival)
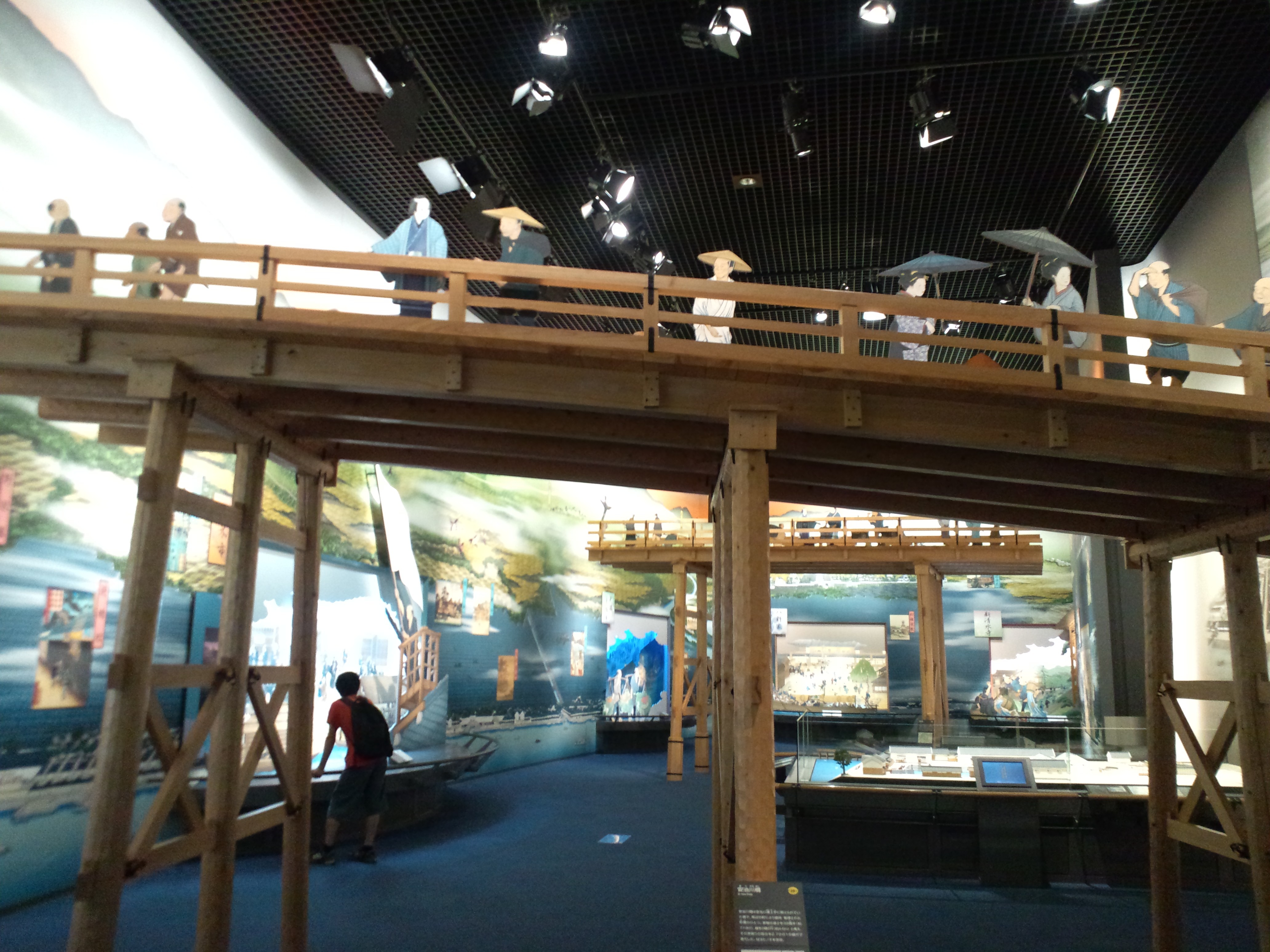
Pont sur l'Ajigawa
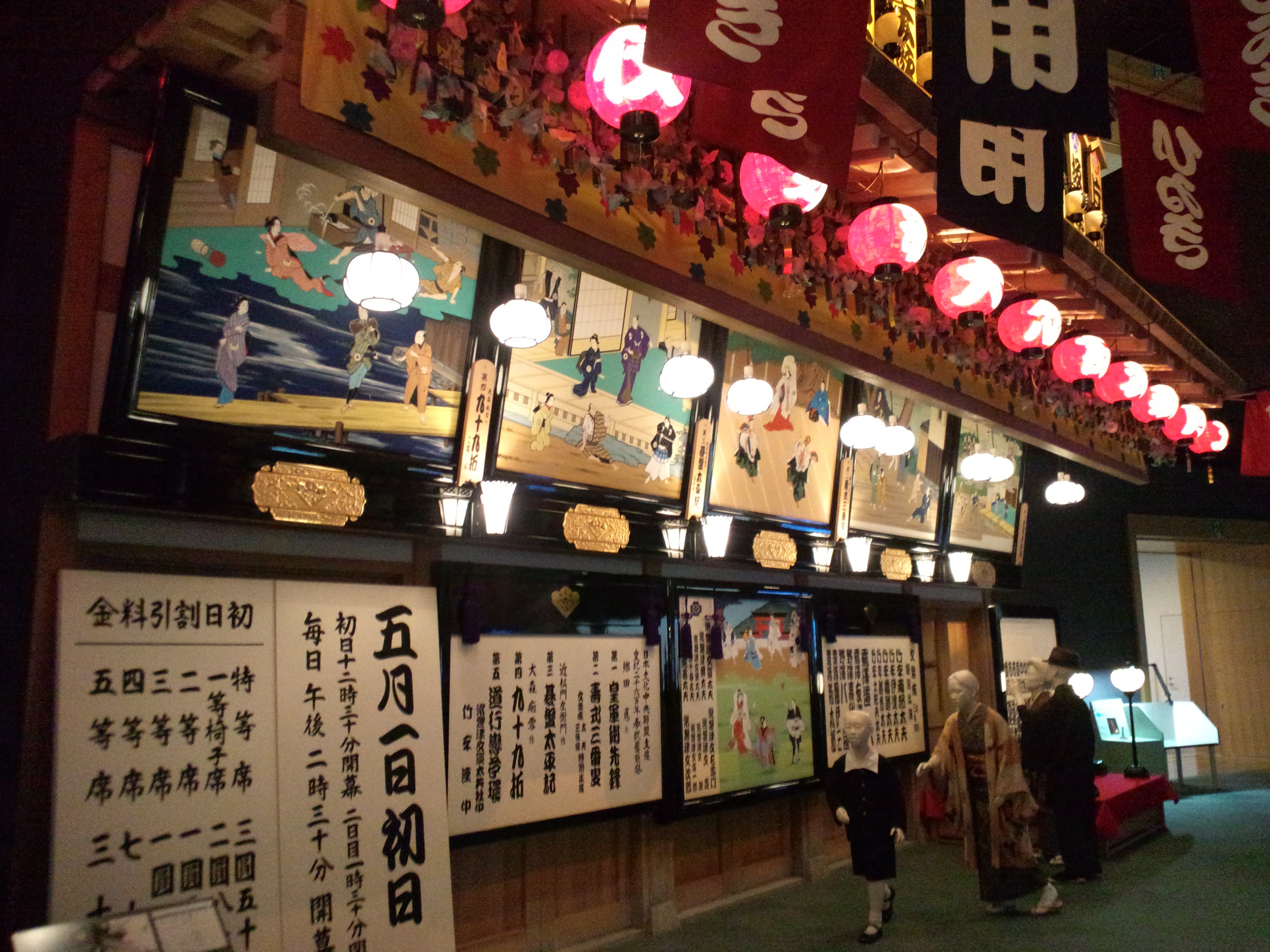
Façade de théâtre